# Kriegerdenkmal Grabow

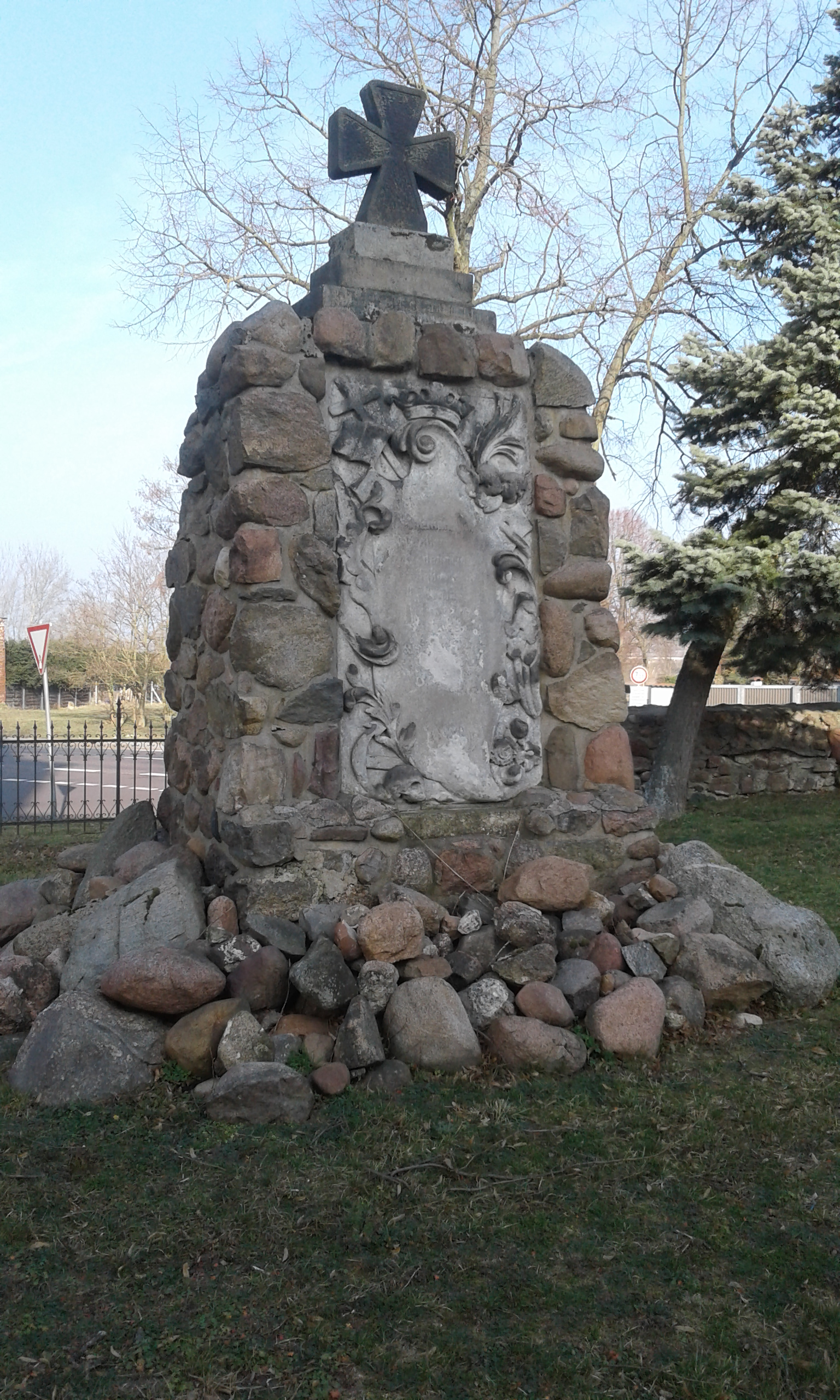
Kriegerdenkmal Grabow

Das Kriegerdenkmal Grabow ist ein denkmalgeschütztes Kriegerdenkmal in der Ortschaft Grabow der Stadt Möckern in Sachsen-Anhalt. Im örtlichen Denkmalverzeichnis ist das Kriegerdenkmal unter der Erfassungsnummer 094 86751 als Baudenkmal verzeichnet.

## Lage
Es befindet sich auf dem Kirchhof der St.-Jakobi-Kirche in Grabow.

## Gestaltung und Geschichte
Bei dem Kriegerdenkmal handelt es sich um eine aus Feldsteinen gemauerte Stele, die von einem Kreuz gekrönt wird und in der eine Tafel eingelassen ist.
Das Denkmal wurde ursprünglich nur für die Gefallenen des Ersten Weltkrieges errichtet. Aufgrund der starken Verwitterungen wurde nach der Wiedervereinigung eine allgemeine Tafel für die Gefallenen beider Weltkriege angebracht. Da 1989 die Kirche ausbrannte, wurden eventuell vorhandene Gedenktafeln mit vernichtet.

## Inschriften
1914-1918

1939-1945

Den Toten

zum Gedenken.

Den Lebenden

zur Mahnung.

## Quelle
- Gefallenen Denkmal Grabow Online, abgerufen am 13. Juni 2017.